# Odontopera ovbvelata
Odontopera ovbvelata là một loài bướm đêm trong họ Geometridae.